# 金甲蟲

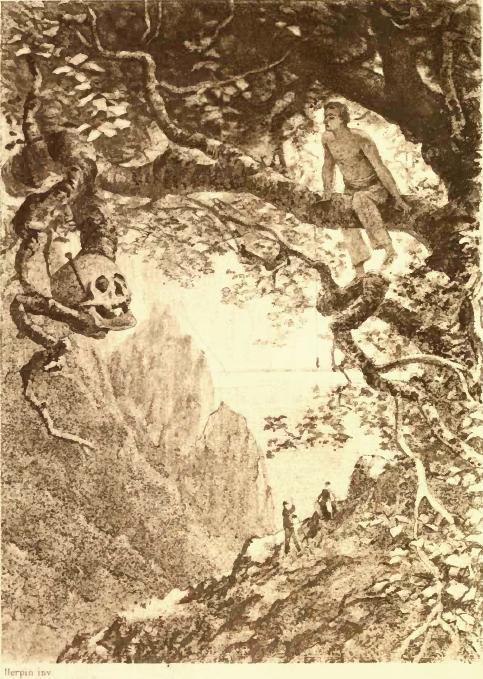
早期版本的一幅插圖

《金甲蟲》是美國作家愛倫·坡其中一部的短篇小說。故事被设置在南卡罗来纳州的苏里文岛，主人公为威廉·勒格朗，他在不久前被一只金色的虫子咬了。他的仆人丘比特害怕他会发疯，于是去找到了勒格朗的朋友，一位不知名的叙述者，他同意了去看望他的老朋友。勒格朗在破解了一份关于被埋藏的宝藏的秘密文件之后，带这两人去参加了冒险。
这个故事作为侦探小说的早期形式，通常会被拿来与爱伦·坡的“推理故事”作比较。在19世纪40年代，爱伦·坡在解密文学作品中察觉到了公众的兴趣，并请读者们挑战他作为密码破解者的技艺。爱伦·坡趁着密码学的流行之风，写下了《金甲虫》，并以这个以密码为中心的故事获得了成功。丘比特这一角色被现代的观点批判为含有种族主义，特别是由于他的言词是以方言写的，以及他的常见的滑稽的对白。
愛倫坡于文學界初出道時，並非以寫暢銷小說為主，當時他主要寫詩文、散文及文學評論等，他的第一本著作是自資的塔馬蘭詩集，但結果是慘淡收場，因此愛倫坡早期都是過著穷困潦倒的生活，终日靠面包和果酱果腹，他亦直言創作金甲蟲純粹是為了解決飢餓問題，不過金甲蟲卻成為了幾乎最多人接觸過的愛倫坡作品，同時亦被視為現代解謎小說（如達文西密碼、玫瑰之名）的先驅。《金甲虫》是一场迅速的成功，也是在爱伦·坡的一生中，他的最流行的和最被广泛阅读的作品。它也帮忙普及了密码学和解密文学作品。

## 劇情簡介
威廉·勒格朗在被一只被认为是以纯金制成的金龟子咬了之后，迷上了寻找财宝。他告知了他最亲密的朋友，也就是叙述者，叫对方立刻去他在南卡罗来纳州的苏里文岛的家看望他。在叙述者到达后，勒格朗告知他，自己正在和非裔美国人仆人丘比特进行一场对失落的财宝的搜寻。叙述者对此感到强烈的疑惑并怀疑勒格朗是否疯了，因为勒格朗不久前失去了他的财富。
勒格朗抓住了那只虫子，但是又让别的某人借走了它；他于是画了一幅关于那只虫的图画。叙述者说这幅图像看起来像一颗头骨。勒格朗觉得被叙述者的误解羞辱了，他在把他自己的画作塞回他锁着的抽屉之前好好地审视了它一番。叙述者感到不安，离开了勒格朗，回到了他在查尔斯顿的家中。
一个月后，丘比特拜访了叙述者并代表他的主人请对方回到苏里文岛。他说勒格朗的表现很怪异。当叙述者到达时，勒格朗告诉他他们必须继续去探险，并要把金甲虫系在绳子上。他们深入岛屿的荒野，找到了一棵树，勒格朗命令丘比特拖着金甲虫爬上树去。在那里，他找到了一颗头骨，勒格朗吩咐他穿过一个眼窝把虫子吊下来。根据虫子的落点，他测出了他们的挖掘地。他们找到了被臭名昭著的海盗“基德船长”埋藏的宝藏，根据叙述者的估量，它们值一百五十万美元。当财宝被安全地获得之后，勒格朗做了详尽的阐述，解释了他是如何根据在发现了金甲虫后发生的一系列的事情而得知财宝的位置的。

## 密碼解法
这个故事涉及到了密码学，并包括了对破解方法的详细的说明。这个方法就是用对字母的频率分析来破解简单的换字式密码。故事中的密碼為：

53‡‡†305）)6*;4826)4‡.)4‡);806*;48†8

¶60))85;1‡(;:‡*8†83(88)5*†;46(;88*96

*?;8)*‡(;485);5*†2:*‡(;4956*2(5*—4)8

¶8*;4069285);)6†8)4‡‡;1(‡9;48081;8:8‡

1;48†85;4)485†528806*81(‡9;48;(88;4

(‡?34;48)4‡;161;:188;‡?;

在英文中，最頻繁出現的字母為e，因此故事中假設密碼出現次數最多的8為e。其次，英文中最經常出現的字詞為the，基於8等於e的假設，又可以從密碼裡發現;48共出現了五次之多，故並解讀出;等於t以及4等于h。根據以上的假設及英文特定的語法，便可以解讀其他密碼的意思。經解讀後為:

A good glass in the bishops hostel in the devil's seat forty-one degrees and thirteen minutes northeast and by north main branch seventh limb east side shoot from the left eye of the death's-head a bee line from the tree through the shot fifty feet out.
一面好镜子在皮肖甫客店魔椅四十一度十三分东北偏北最大树枝第七根桠枝东面从骷髅头左眼射击从树前引一直距线通过子弹延伸五十英尺。

## 解析
《金甲虫》中包含的密码用的是“对位替换”。尽管“解密文学作品”和密码使用法都不是爱伦·坡发明的（他的灵感可能来源于对丹尼尔·笛福的《鲁宾逊漂流记》的兴趣），但是他无疑在他的时代普及了它们。对于19世纪的大多数人来说，密码学是不可思议的，而那些有能力破解密码的人被认为是天生就具有几乎超自然的能力。在1840年，爱伦·坡将密码学视为了一件新奇事物，他在费城的刊物《亚历山大每周信报》上对它倾注了四个月的注意力。他请读者们提交他们自己的换字式密码，并夸口他能不费什么力气就把它们全部破解。如爱伦·坡所写，这场挑战“给为数众多的周报读者带来了一阵热烈的兴趣。从国家的所有地方而来的信件都涌向了编辑。”在1841年7月，爱伦·坡发表了《谈谈解密文学作品》，并认识到了对这一主题的兴趣，他写下了《金甲虫》，作为一部将密码作为故事的一部分而掺入其中的文学作品。爱伦·坡的角色勒格朗对他破解密码的能力的说明与爱伦·坡在《谈谈解密文学作品》中的说明极其相似。
故事中的金甲虫事实上并非是真实存在的昆虫。事实上，爱伦·坡组合了两种昆虫的特征，这两种昆虫都是在故事的发生地被发现的。严格地说，华彩天牛（Callichroma Splendidum）不是圣甲虫而是一种天牛，它们有金色的头部和浅金色的躯干。小说中的虫子背上的黑斑能够在眼斑叩甲（Alaus Oculatus）或叩头虫身上被找到，它们也是苏里文岛的原有的动物。
爱伦·坡对非裔仆人丘比特的描写经常被现代的观点视为刻板印象的和种族主义的。丘比特被描写为迷信的人，并且过于缺乏智力以至于他无法辨清左右。爱伦·坡可能是在受到了罗伯特·蒙哥马利·伯德的《谢柏德·李》（1836）的一个相似的角色的启发之后才写出了这个角色的，这一点他自己也曾回顾到。在那个时期，黑人角色通常不会出现在小说中，但是爱伦·坡却选择给了他一个说话的角色。不过，批评家和学者们提出，丘比特的口音与查尔斯顿的黑人所使用的口音不相似，他们质疑丘比特的口音是真实的，还是仅仅是起喜剧的缓和作用的。他们认为爱伦·坡可能是受到了古拉人的启发。
尽管《金甲虫》通常被包含在爱伦·坡的侦探故事精选列表中，但是这个故事严格来说并非是侦探故事，因为勒格朗是在问题解决后才透露相关证据的。不过，勒格朗这一角色通常被拿来与爱伦·坡虚构的侦探C·奥古斯特·杜邦作比较，因为他也使用了“推理”。“推理”，是爱伦·坡用来描写杜邦的方法的一个术语，它是杜邦察觉别人没看见的或者别人认为不重要的事物的过程。

## 出版經過与反响
飽受飢寒交迫的愛倫坡，原本已經將金甲蟲的版權以52美元賣予佐治·格雷姆的雜誌社，但後來愛倫坡知道费城的《美元日报》舉辦徵文比賽，於是坡從雜誌社取回作品參賽，但卻沒有退回52元，而是提出在将来写些评论文章，以此来补偿格雷姆。愛倫坡最終憑金甲蟲获大奖，並獲得100美元的獎金，这可能是爱伦·坡凭他的所有作品收到的最大的一笔钱。而金甲蟲亦於1843年的6月21日及28日於兩份報紙上分期刊登。《美元日报》期望到会有积极的公众反映，所以在《金甲虫》被刊载前就取走了版权。
这个故事还被分为了三部分，在6月24日，7月1日和7月8日在费城的《周六信使报》上被再次分期刊登了出来，其中后两期出现在头版上，还包括了菲·奥·卡·达利绘制的插图。之后的在美国的各家报纸上的再版，使得《金甲虫》成为了在爱伦·坡的一生中，他的最被广泛阅读的短篇故事。在1844年5月，爱伦·坡报道说它已经被发行了300000份，不过他可能不会因为这些再版而被付钱。这也帮忙增加了他作为一名演讲者的人气。在《金甲虫》被刊载之后，一次在费城的演讲引来了许多的听众，以至于有数百人被赶了回去。如爱伦·坡在1848年在一封信中所写，它“造成了一场大喧嚣。”他之后总是拿《金甲虫》在公众中的成功与《乌鸦》的成功作比较，然而他承认“鸟打败了虫”。
费城的《公众纪录报》称其为“一则一流的故事”。乔治·利帕德在《平民军人》中写道，这个故事“以令人兴奋的趣味性和写实而概略的描写本领为特色。他是爱伦·坡写得最好的故事之一。”《格拉汉姆杂志》在1845年发表了一篇评论文章，称这个故事“智力锐利，推理微妙，相当卓越”。托马斯·邓恩·英格利什在1845年10月在《亚里斯提德安》中写道，《金甲虫》的发行量可能比任何别的美国故事的都要大，并且“他也许是爱伦·坡先生写得最精妙的故事；但是……它完全比不上《泄密的心》──更比不上《丽姬娅》。”爱伦·坡的朋友托马斯·华立·齐维尔斯说道，《金甲虫》开创了“爱伦·坡的文学生涯的黄金时代”。
这个故事的普及也带来了争议。在它被发表后的一个月内，爱伦·坡被费城的《每日言论报》指控与评奖委员会密谋。该刊物称《金甲虫》是个“流产的胎儿”和“完全的垃圾”，连15美元都不值。爱伦·坡向编辑弗朗西斯·杜菲提起了一项诽谤罪诉讼。这场诽谤在之后被中止了，并且杜菲为暗示爱伦·坡没有得到100美元的奖金而道了歉。编辑约翰·杜·索乐指控爱伦·坡的《金甲虫》的构想是盗用自一位叫作舍本小姐的女学生所写的一篇叫作《伊摩金；或者海盗的宝藏》的故事。
《金甲虫》在1845年6月被作为第一篇故事再版于了威利普特南出版社收集编写的《爱伦·坡的故事》中，随后的是《黑猫》和十篇其他的故事。这部选集的成功鼓励了《金甲虫》的第一部法语译本的出版。它在1845年11月被阿尔封斯·布日刊登在了《美国评论杂志》中，标题为《Le Scarabée d'or》，并且它也是第一部将爱伦·坡的故事逐字译为外语而成的译本。两年后，这个版本又被译为了俄语，使得爱伦·坡的文学作品首次在该国露面。在1856年，夏尔·波德莱尔在《非凡故事》的第一册中刊登了他为这个故事做的译本。波德莱尔在介绍爱伦·坡的作品到欧洲上有重大的影响，并且他的那些译文成为了全欧洲大陆最为可靠的译文。

## 影响
《金甲虫》为罗伯特·路易斯·史蒂文森写寻宝小说《金银岛》（1883）提供了灵感。史蒂文森承认了这个影响：“我闯入了爱伦·坡先生的画廊……毫无疑问，（我小说裏的）那具骷髅就是从爱伦·坡那里搬来的。”
爱伦·坡在他的时期，以及在之后的时期，为在报纸和杂志上普及密码学而扮演了重要的角色。美国的第一位密码学家威廉·弗·弗里德曼最初就是在童年读了《金甲虫》之后才对密码学感兴趣的──之后他在二战期间把这份兴趣用于了破解日军的“紫密码”。《金甲虫》也首次使用了“密文（cryptograph）”这一术语（正好与“密码（cryptogram）”相对）。
爱伦·坡从1827年11月到1828年12月驻扎在莫尔特里堡里并利用了他个人在苏里文岛的经历来重现了《金甲虫》的背景。也就是在这里，爱伦·坡第一次听说了基德船长之类的海盗们的故事。苏里文岛的居民欣然接受了爱伦·坡的这一联系，并以他的名字来命名了他们的公共图书馆。查尔斯顿的当地传说说，诗歌《安娜贝尔·李》的灵感也来自爱伦·坡在南卡罗来纳的时期。爱伦·坡还把《气球骗局》和《长方形箱子》的一部分设置在了这一带的附近。

## 其他媒體
这个故事的一个舞台版出现于1843年8月8日，证明了它在当时十分地流行。这场戏剧被西拉斯·S·斯蒂尔整合在了一起，并被表演于费城的美国剧院。费城的报纸《时代精神报》的编辑说，这场演出“拖拖拉拉，相当乏味。作品的架构十分好，但是需要将之填满”。
金甲蟲多次被改編成電影及電視劇，至少當中包括1956年、1980年、1983年及2009年。除此之外，2009年BBC亦將金甲蟲改編成廣播劇。在电影和电视中，这部作品的一部改编作品在1953年2月1日出现在了《你最喜欢的故事》中（1季4集）。这部电视剧是由罗伯特·弗洛里导演的，而编剧为罗伯特·李伯特。这部作品之后的一部改编作品在1980年2月2日出现在了《美国广播公司周末特别节目》中（3季7集）。这个电视剧版本是由罗伯特·富斯特导演的，而编剧为爱德华·彭蒙蓝兹。这部作品的西班牙语的正片改编作品出现在1983年，标题为《寻找金龙》。它的编剧和导演是赫苏斯·弗朗哥，而弗朗哥使用的化名为“詹姆斯·P·约翰逊”。
1980年的《美国广播公司周末特别节目》系列中的《金甲虫》那一集，主演为饰演勒格朗先生的罗伯茨·布罗索姆，饰演丘比特的杰佛瑞·霍尔德，和安东尼·迈克尔·霍尔。这一集赢得了三项日间节目艾美奖：
（1）最佳儿童节目/编剧，琳达·戈特利布（执行制片人），多罗·巴克拉克（制片人），基于《金甲虫》一集；
（2）最佳儿童节目编排个人成就，史蒂夫·阿沙（化妆与发行设计），基于《金甲虫》一集；
（3）最佳儿童节目编排个人成就，亚历克斯·汤姆生（电影摄影技师），基于《金甲虫》一集。